# Antillolpium hummelincki
Espèce
Antillolpium hummelincki est une espèce de pseudoscorpions de la famille des Olpiidae.

## Distribution
Cette espèce est endémique des îles Caïmans.

## Étymologie
Cette espèce est nommée en l'honneur de Pieter Wagenaar-Hummelinck.

## Publication originale
- Muchmore, 1991 : Pseudoscorpions from Florida and the Caribbean area. 15. Antillolpium, a new genus with two new species in the western Antilles (Pseudoscorpionida: Chthoniidae). Caribbean Journal of Science, vol. 27, no 1/2, p. 23-27.